# 三重県立みえ夢学園高等学校
三重県立みえ夢学園高等学校（みえけんりつみえゆめがくえんこうとうがっこう）は、三重県津市に所在する多部制定時制の公立の高等学校。

## 概要
公立高校とは思えないようなユニークな校名として知られ、しばしば私立高校に間違われることがある。兵庫県神戸市の兵庫県神戸市立六甲アイランド高等学校などと共に私立に間違われやすい珍名公立高校の一つに数えられている。 

## 設置課程
総合学科・定時制課程
- 午前の部
  - 社会福祉系列
  - 国際経営系列
  - 服飾デザイン系列

- 午後の部 
  - 福祉サービス系列
  - ビジネス情報系列
  - デザイン・美術系列

- 夜間部
  - 文化教養系列
  - ビジネスサービス系列
  - デザイン・工芸系列

## 沿革
- 1948年（昭和23年）9月 - 三重県津市高等学校に定時制課程を設置し、普通科・商業科の授業を開始する。
- 1951年（昭和26年）4月 - 三重県津実業高等学校（商業課程・家庭技芸課程・夜間定時制）が発足。
- 1954年（昭和29年）4月 - 商業課程が三重県津商業高等学校として独立し、家庭技芸課程が独立して三重県津女子高等学校が併設される。
- 1965年（昭和40年）9月 - 津女子高校が移転し、独立校舎となる。
- 1997年（平成9年）4月 - 三重県立津実業高等学校から、三重県立みえ夢学園高等学校と改称し、昼間定時制総合学科を設置。
- 2001年（平成13年）4月 - 単位制が導入される。
- 2005年（平成17年）4月 - 夜間部商業科を募集停止し、夜間部普通科を設置。
- 2009年（平成21年）4月 - 夜間部普通科を募集停止し、夜間部総合学科を設置、すべての部が総合学科になる。

## 学校行事
- 文化祭
- レクリェーション大会
- 海岸清掃
- 芸術鑑賞会

## 部活動

### 運動部系
- テニス部
- ソフトテニス部
- バスケットボール部
- 卓球部
- バドミントン部
- ダンス部

### 文化部系
- 美術部
- ビジネスパソコン部
- 新聞部
- 人権部
- 茶道部
- 漫画研究会
- 簿記同好会

## アクセス
- JR紀勢本線「阿漕駅」から徒歩で約10分。

## 著名人

### 卒業生
- 伊藤忠治 - 元衆議院議員（津実業時代の卒業生）

## その他
校歌は、作詞：谷川俊太郎、作曲：小室等により、改称に際して新たに作られたものである。
1996年（平成8年）に校地で発掘調査が行われ、壺や茶碗、瓦などの遺品や遺構が発見され、この地に中世の安濃津があったことが実証された。